# Mellem hjem
|  | Denne artikel er oprettet af botten PalnaBot ud fra en ekstern database. Den kan derfor have sproglige fejl eller mangler. Denne skabelon kan fjernes efter kontrol af indholdet. |

Mellem hjem er en kortfilm instrueret af Marie Asminn efter manuskript af Marie Asminn.